# Metacrangon bahamondei
Metacrangon bahamondei is een garnalensoort uit de familie van de Crangonidae. De wetenschappelijke naam van de soort is voor het eerst geldig gepubliceerd in 2003 door Retamal & Gorny.